# 原實
原 實（はら みのる、1930年9月9日 - 2021年11月1日）は、インド古典学者、東京大学名誉教授、日本学士院会員。スウェーデン・アカデミー外国人会員（文学、歴史、古代学部門）。1966年、ハーバード大学大学院サンスクリット学専攻博士課程を修了、Ph.Dを受ける。1978年、ケンブリッジ大学修士号を授与される。

## 経歴
1930年、東京生まれ。1953年東京大学文学部印度哲学科、同大学院で辻直四郎に師事。1960年に博士後期課程満期退学し、同学文学部専任講師となる。1964年12月より同助教授、1973年オーストラリア国立大学客員教授を経て、1975年より東京大学教授に昇進。1991年に定年退官し、名誉教授となった。この間に1987年ウィーン大学、1988年ハンブルク大学にて客員教授として研究を続けた。
東京大学退職後は国際仏教学大学院大学教授となる。1996年に同学学長に就任、2002年に理事長に転じ、2006年退職。慶應義塾大学言語文化研究所客員所員。

### 栄誉・栄典
栄典
- パドマ・ブーシャン勲章　2009年インド政府より受章[1][9]。
- 叙従四位、勲瑞宝中綬章　2021年12月に追贈[12]。

栄誉
- 1978年　ケンブリッジ大学セント・ジョンズ・カレッジ、海外フェロー。
- 1990年　スウェーデン・アカデミー、外国人会員[1]。
- 2000年　日本学士院、会員[1][13]。
- 2003年　宮中講書始の儀。「サンスクリット語について」[14][15]。

## 著書
各項目内は発行順。

### 単著
- 『古典インドの苦行』春秋社、1979年。全国書誌番号:21637811。
- 『Pāśupata studies』（英語）ウィーン：Sammlung De Nobili〈Publications of the De Nobili Research Library, vol. 30〉、2003年、OCLC 603973441、ISBN 3900271356, 9783900271350。
- 『古代インドの環境論』東洋文庫、2010年。全国書誌番号:21793360。非売品。

### 共著
- Hara, Minoru ; Kuiper, F. B. J. ; J. W. de Jong ; Mayrhofer, Manfred ; Duchesne-Guillemin, J. 1966. "Reviews". Indo-Iranian Journal. doi:10.1007/BF00163394.
- 「Ganda-vyuha題名考」『中村元博士還暦記念論集インド思想と仏教』中村元博士還暦記念会（編）、春秋社、1973年。全国書誌番号:78013695。
- 三枝充悳「インド思想と仏教」『仏教の思想 : 三枝充悳対談集』春秋社、1986年。ISBN 4393132335、NCID BN00964338。
- 大地原 豊、八木 徹、原 実 Bunko Mémorial Ojihara Yutaka: studia indologica, 東洋文庫〈Toyo Bunko research library ; 9〉, 2007. ISBN 978-4-8097-0209-9.
- 渡邉 恒雄、原 實、佐藤 孝雄「弔辞 (今道友信先生を偲んで)」『ムネーモシュネー : 学術的「遊び」の広場 = Mnemosyne : interdisciplinary journal』大阪音楽大学美学研究会、2013年5月、第20巻、44-52頁。NAID 40019735794、ISSN 1346-4949。
- 原 實、安藤 充、桂 紹隆「原實博士を圍んで (特集 座談會「學問の思い出」 : 創立六十五周年記念)」『東方学』東方学会、2014年5月、123-164頁。NAID 40020106754、ISSN 0495-7199。

### 学会動向と書籍の紹介
- 「シェーカル著『サンスクリット戯曲--その起源と没落』」『東洋学報』東洋文庫、1962年3月、第44巻第4号、??-??頁。NAID 40002652139、ISSN 0386-9067。
- 「文科系学会連合加盟学協会の動向--日本印度学仏教学会報告」『印度学仏教学研究』日本印度学仏教学会、1966年3月、第14巻第2号、352-364頁。NAID 40000153619、ISSN 0019-4344。
- 「ソーマデーヴァ著上村勝彦訳『屍鬼二十五話』インド伝奇集」『国学院雑誌』国学院大学出版部、1978年7月、第79巻第7号、67-69頁。NAID 40001281262、ISSN 0288-2051。
- 「北欧のインド学」『東洋学報』東洋文庫、1987年1月、第68巻第1・2号、108-99頁。NAID 40002652519、ISSN 0386-9067。
- 「ウィーンのインド学」『東洋学報』東洋文庫。1989年12月、第71巻第1・2号、220-211頁。NAID 40002652603、ISSN 0386-9067。
- 「J.A.B.van Buitenenのインド文学哲学論集」『東洋学報』東洋文庫、1992年3月、第73巻第3・4号、342-336頁。NAID 40002652663、ISSN 0386-9067。
- 「D.シュリングロフ著『アジャンタ絵画の研究,その比較と解釈』」『東洋学報』東洋文庫、1993年3月、第74巻第3・4号、470-463頁。NAID 40002652689、ISSN 0386-9067。
- 「カルトネン著『初期ギリシャ文献中のインド』India in Early Greek Literature/Klaus Karttunen(1989)」『東洋学報』東洋文庫、1994年3月、第75巻第3・4号、432-427頁。NAID 40002652709、ISSN 0386-9067、ISSN 0386-9067。
- 「公開講演 仏誕伝説の背景」『駒沢大学仏教学部論集』駒澤大学仏教学部、1995年10月、第26号、350-334頁、NAID 110007019367、ISSN 0389-990X。
- 「海外東方学界消息(92)古典インド学」『東方学』東方学会、ISSN 0495-7199、1997年1月、第93号、146-156頁。NAID 40002634829。
- 「In memoriam J. W. de Jong (15.2.1921-22.1.2000)」『Journal of the International Association of Buddhist Studies』第24巻、2001年、1-5頁。ISSN 2507-0347、OCLC 1263625836。
- 「古代インドの女性観」国際仏教学大学院大学研究紀要』第5巻-第9巻、国際仏教学大学院大学、2002年–2005年。NCID AA11260687、ISSN 1343-4128。
  - 「(1)」。第5巻、230-189頁、2002-03-31。doi:10.15056/00000240。
  - 「古代インドの女性観 (2)」。第6巻、232-191頁。2003-03-31。doi:10.15056/00000163。
  - 「古代インドの女性観 (3) ―貞女、烈女、淫女―」第8巻、322-281頁、2004-03-31。doi:10.15056/00000189。
  - 「古代インドの女性観 (4)」第9巻、1-64頁、2005-03-31、doi:10.15056/00000076。
- 「批評と紹介 P.オリヴェル著 マヌ法典(批判的校訂と翻訳)」『東洋学報』東洋文庫、2007年12月、第89巻第3号、378-372頁。NAID 40015846293、ISSN 0386-9067。
- 「書評と紹介 Mitleid und Wunderkraft, Schwierige Bekehrungen und ihre Ikonographie im indischen Buddhismus (Harrassowitz Verlag, Wiesbaden 2006) 1-225pp. von Monika Zin」『法華文化研究』法華経文化研究所、2008年、第34号、93-104頁。NAID 120007001816、ISSN 0287-1513、hdl:11266/00008671。
- 「サンスクリット研究こぼれ話 (彙報 二〇一〇年度春期東洋学講座講演要旨--東洋文庫とアジア(3)東洋文庫は日本のアジア研究をいかにリードしてきたのか)」『東洋学報』東洋文庫、2010年9月、第92巻第2号、194-196頁。NAID 40017423846、ISSN 0386-9067。

### 翻訳
- 『 ブッダ・チャリタ（仏陀の生涯）』中央公論社〈大乗仏典13〉、1974年、新版1980年／中公文庫、2004年。